# Rzemlik podobny
Rzemlik podobny (Saperda similis) – gatunek chrząszcza z rodziny kózkowatych.